# Papyrus Anastasi I
Der Papyrus Anastasi I, benannt nach dem aus Griechenland stammenden Kaufmann und Antikenhändler Giovanni Anastasi, der ihn in der ersten Hälfte des 19. Jahrhunderts erwarb, stammt aus dem Alten Ägypten der Ramessidenzeit. Er enthält einen neuägyptischen satirischen Brief, der fragmentarisch auch auf vier Papyri und 73 Ostraka, die meisten davon aus Deir el-Medina, erhalten ist. Ob es sich tatsächlich um einen Teil eines Briefwechsels handelt oder ob der Brief eigens für den Unterricht an Schulen geschrieben wurde, ist unklar. Der Papyrus Anastasi I wird seit 1839 im British Museum in London aufbewahrt.

## Inhalt
Zunächst lobt Hori, der Absender, sich selbst und richtet dann dem Adressaten Amenemope Glückwünsche aus. Er bestätigt den Empfang des vorausgegangenen Schreibens des Amenemope an Hori und beschuldigt Amenemope, beim Schreiben des vorangegangenen Briefes sechs Schreiber zu Hilfe geholt zu haben. Er rät ihm, sich vom Schreiben abzuwenden und sich dafür dem Brettspiel (?) zu widmen. Dann lässt Hori Rechenaufgaben folgen, von denen er behauptet, dass Amenemope sie nicht lösen könne, wie der Berechnung von Proviant für Arbeiter und der zum Bau einer Rampe benötigten Menge von Ziegeln. Nachdem Hori Amenemopes fehlende mathematische Kenntnisse aufgeführt hat, folgen Angaben und Fragen zur Geographie Palästinas und Syriens. Er beginnt beim Reich der Hethiter, dann folgen Upe, die nördlichste ägyptische Provinz in Syrien, dann die Städte an der phönizischen Küste sowie Örtlichkeiten im Landesinnern wie Megiddo, Hazor und das Gebirge von Sichem. Die Beschreibung schließt mit Gaza und dem Horusweg ab. Aufgelockert wird der Text durch die Schilderung der Unwegsamkeit Palästinas und der ständigen Gefahr durch Beduinen und wilde Tiere sowie Anekdoten wie einer Anspielung auf die Geschichte des Fürsten Qḏrdj (Qasirdija) von Ascher sowie einen Satz in einer westsemitischen Sprache.